# 山本望叶
山本 望叶（やまもと みかな、2002年〈平成14年〉3月11日 - ）は、日本のアイドル、モデル。女性アイドルグループNMB48チームMのメンバー。
山口県出身。Showtitle所属。

## 略歴
2018年1月21日、「第3回AKB48グループ ドラフト会議」において、NMB48・チームBIIに第1巡目で指名される（入札）。8月7日、NMB48劇場でのチームBII 4th Stage「恋愛禁止条例」公演において、公演デビュー。9月26日、研究生「夢は逃げない」公演初日メンバーに選ばれ出演。
2019年1月1日、「大組閣」により、正規メンバー昇格と小嶋チームBII所属が発表される。1月15日、NMB48の20thシングル『床の間正座娘』で、シングル表題曲選抜メンバーとして初めて選出されたことが発表される。3月19日、チームBII 5th Stage「2番目のドア」公演初日に出演。12月29日、体調不良のため活動を一時休止することが発表される。
2020年3月23日、活動を再開。10月18日、難波鉄砲隊其之九「告白の空砲」公演初日に出演。
2021年4月15日、体調不良のため一時休養することが発表される。7月29日、難波鉄砲隊其之九「告白の空砲」公演に出演し、活動を再開。
2022年1月1日、「NMB48新春組閣発表会」の新体制により、新たに結成されるチームNに所属することが発表される。3月15日、チームN 6th Stage「夢中雷舞」公演初日に出演。3月27日、「NAMBATTLE2 ～愛～」で第6位。選抜メンバーに選出される。
2023年3月8日発売、NMB48 4th album「NMB13」の表題曲「Done」のセンターに抜擢される。7月14日、「組閣」により、隅野チームMへの異動が発表される。11月9日、チームM 5th Stage「Mのサイン」公演初日に出演。
2024年1月13日、テレビドラマ『アイドル失格』（BS松竹東急）で主演を務める。5月14日、NMB48 新オリジナル公演「天使のユートピア」公演初日に出演。
2025年4月2日、チームM「Mのサイン」公演にてグループ卒業を発表した。同年7月26日、Zepp Osaka Baysideで「NMB48 山本望叶 卒業コンサート 〜LAST ROMANTIC〜」が開催された。同年8月27日、チーム「Mのサイン」公演にて、卒業予定。

## 人物
特技は手話・ドラム
小学生の時からアイドルに興味を持っていてNMB48に加入する前にも様々なアイドルのオーディションを受けていた。
キャッチフレーズは「長州から～歴史を変えるためにやってきた～（みかにゃんー!） あなたの望みを叶えちゃる、山口県出身の山本望叶です」。

## 参加楽曲

### シングルCD選抜曲
- 「僕だって泣いちゃうよ」に収録[16]
  - ロマンティックなサヨナラ - アンダーガールズ名義
  - 夢は逃げない - 研究生名義
- 床の間正座娘[17]
  - アップデート - Team BII名義
  - 2番目のドア
- 母校へ帰れ![18]
  - ジュゴンはジュゴン - Team BII名義
- 初恋至上主義[19]
  - 無限大ノック - Team BII名義
- 「だってだってだって」に収録[20]
  - Be happy - Team BII名義
- 恋なんかNo thank you![21]
  - アイラブ豚まん
  - 青春念仏 - Team BII名義
  - 告白の空砲 - 難波鉄砲隊其之九名義
- 恋と愛のその間には[22]
  - 夢中人
- 好きだ虫[23]
  - 挑発の青空 - Team N名義
- 渚サイコー![24]
  - 職員室に行くべきか? - Team M名義
- これが愛なのか?[25]
  - Now
  - 青春ジャンプ - Team M名義
  - 青春テトラポット - TETRA名義（センター）
  - おとめのアイス - TETRA名義（センター）
- がんばらぬわい[26]
  - 愛が終わってもSelfish - 白組名義

### アルバムCD選抜曲
- 「NMB13」に収録[27]
  - Done（センター）
  - 青春のラップタイム 2023
  - Enjoy無礼講! - りぷりっぷる名義（センター）
  - 想像のピストル

### 劇場公演ユニット曲

#### チームBII 4th Stage「恋愛禁止条例」公演
- 恋愛禁止条例
- 真夏のクリスマスローズ

#### NMB48 研究生「夢は逃げない」公演
- Bird
- 嘘の天秤

#### チームBII 5th Stage「2番目のドア」公演
- クロス
- 誤解

#### 難波鉄砲隊其之九「告白の空砲」公演
- キャンディー

#### チームN 6th Stage「夢中雷舞」公演
- 人魚のバカンス（センター）
- 下衆な夢

#### チームM 5th Stage「Mのサイン」公演
- 黒い天使

#### 「天使のユートピア」公演
- チュッてギュッてグッと♡

## 出演

### テレビ

#### テレビドラマ
- アイドル失格（2024年1月13日 - 3月30日、BS松竹東急） - 主演・小野寺実々花 役[28][29]

#### バラエティ
- NMBとまなぶくん（2013年4月11日 - 2020年3月27日、関西テレビ）不定期での出演
- 夕方NMB48(You Gotta NMB48)（2018年10月4日・2019年5月2日・2019年11月28日、Kawaiian TV）
- NMB48 ドラフト3期生・6期生密着2018 〜新たな歴史を作るのは私たちだ〜（2018年8月19日 - 2019年3月17日・5月3日〈未公開SP〉、Kawaiian TV）
- 音いたち（2020年10月6日 - 、関西テレビ）不定期での出演[30]

### ネット配信
- 新YNN NMB48 CHANNEL（2018年5月13日 - 6月4日、YNN／2018年6月13日 - 、ニコニコチャンネル）不定期での出演
- バチバチNMB48（2023年4月13日 - 、FANY Online Ticket）不定期での出演
- メラメラNMB48（2023年4月13日 - 、FANY Online Ticket）不定期での出演
- 夕方NMB48+（2020年5月14日・2020年8月6日・2021年8月19日・2022年2月10日・2022年4月28日）
- 昼方NMB48+(2020年11月12日・2021年9月16日・2022年1月20日・2022年8月18日・2023年2月16日）

### テレビCM
- TOKIOインカラミ（2020年12月5日 - ）
- 551蓬莱（2020年10月25日 - ）

### Webドラマ
- ソーシャル探偵 XXとXX（2018年5月31日 - 7月5日、大阪チャンネル）

### 舞台
- ぐれいてすとな笑まん（2022年5月14日 - 22日、COOL JAPAN PARK OSAKA WWホール / 5月26日 - 29日、明治座）[31]

### イベント
テレビ朝日・六本木ヒルズ 夏祭り SUMMER STATION
- 2019年（2019年8月1日、六本木ヒルズアリーナ）[32]
- 2022年 (2022年8月8日、コカ･コーラ SUMMER STATION LIVE アリーナ)
- 2023年 (2023年8月3日、コカ･コーラ SUMMER STATION LIVEアリーナ)

#### @JAM EXPO
- 2022年 (2022年8月26日・27日、横浜アリーナ)[33]
- 2023年 (2023年8月27日、横浜アリーナ）[34]

TOKYO IDOL FESTIVAL
- 2018年（2018年8月4日、お台場）
- 2019年（2019年8月2日、お台場）[35]
- 2022年 (2022年8月7日、お台場)[36]
- 2023年 (2023年8月4日、お台場)[37]
- 2024 supported by にしたんクリニック（8月2日 - 4日、お台場・青海周辺エリア）[38]

NEXT IDOL GRANDPRIX
- NIG FES 2022（2022年3月11日、舞浜アンフィシアター）[39]
- NIG FES 2023 (2023年3月24日、TOKYO DOME CITY HALL)[40]
- NIG FES 2024 (2024年3月29日、TOKYO DOME CITY HALL)[41]

その他ライブ
- JAPAN CENTRAL IDOL FESTIVAL 2023年 (2023年5月5日、Aichi Sky Expo)[42]
- COLORZ powered by SHEIN (2022年7月13日、Zepp Namba)
- LIFE STYLE with DOGS powered by SHEIN (2023年4月9日、横浜赤レンガ倉庫)[43]
- Impactnation Japan Festival 2023 (2023年7月29日、Istora Gelora Bung Karno Jakarta)[44]
- OSAKA COLORZ SHOW 2023 powered by SHEIN (2023年8月29日、Zepp Osaka Bayside)
- FUURYUU FES 5.0 supported by Girl's Bomb!! (2023年10月11日、さいたまスーパーアリーナ)[45]
- JAPAN IDOL FESTIVAL supported byカラオケまねきねこ (2024年1月16日、Zepp DiverCity)[46]

### ランウェイモデル
関西コレクション
- KANSAI COLLECTION 2021 SPRING＆SUMMER(2021年3月7日、京セラドーム大阪)[47]
- KANSAI COLLECTION 2023 SPRING & SUMMER（2023年3月4日、京セラドーム大阪）[48]
- KANSAI COLLECTION 2023 AUTUMN & WINTER(2023年8月6日、京セラドーム大阪)[49]
- KANSAI COLLECTION 2024 SPRING＆SUMMER(2024年3月20日、京セラドーム大阪)[50]

神戸コレクション
- 神戸コレクション2023 SPRING／SUMMER(2023年4月15日、東遊園地）[51]

### イメージモデル
- アイシクル（EYECICLE）[52]

### 広報・イメージキャラクター
- MOVE 「pivot door × NMB48」コラボシリーズ 第二弾（2020年7月22日 - )[53]

## 書籍

### 写真集
- Ray特別編集 IDOL BEAUTY BOOK（2020年7月30日 - 初号・2号連載、主婦の友社）[54]

#### 単独
- and MIKANA vol.01(2023年11月21日、主婦の友社）[55]
- and MIKANA vol.02(2024年4月5日、主婦の友社)[56]